# 190
190 (CXC) var ett normalår som började en torsdag i den julianska kalendern.

## Händelser

### Okänt datum
- En del av Rom brinner ner och kejsar Commodus beordrar att stadsdelen skall återuppbyggas under namnet Colonia Commodiana.
- Romarna bygger en väg över Alperna genom Simplonpasset.
- Kleomedes lär ut att månen inte lyser av egen kraft, utan reflekterar solens ljus.
- Egypten drabbas av fattigdom på grund av en inflation på 100% under det föregående årtiondet.
- Silverhalten i den egeyptiska denariusen sänks från 90% till 70%.
- Detta är det första året i den östkinesiska Handynastins Chuping-era.
- Dong Zhuos styrkor plundrar och bränner Luoyang, varvid hovet flyttas till Xi'an.

## Avlidna
- Athenagoras av Aten, kristen apologet